# Знак отличия «За заслуги перед Челябинской областью»
Зна́к отли́чия «За заслу́ги пе́ред Челя́бинской о́бластью» — высшая государственная награда Челябинской области, введённая законом Челябинской области от 12 января 2004 года № 214-ЗО «О наградах Челябинской области».

## Статут знака
Знаком отличия «За заслуги перед Челябинской областью» награждаются лица за деятельность по обеспечению благополучия и роста благосостояния населения Челябинской области, развитию экономики, производства, науки, техники, культуры, искусства, воспитания и образования, охране здоровья, охране окружающей среды, обеспечению экологической безопасности, законности, правопорядка и общественной безопасности, благотворительную и иную деятельность, способствующую процветанию Челябинской области.
Повторное награждение знаком отличия «За заслуги перед Челябинской областью» одного и того же лица не допускается.
Знак отличия «За заслуги перед Челябинской областью» носится на левой стороне груди и располагается ниже государственных наград Российской Федерации и СССР.
Лица, удостоенные знака отличия «За заслуги перед Челябинской областью» заносятся в Книгу награжденных знаком отличия «За заслуги перед Челябинской областью», получают единовременную денежную премию, а также установленные Законом права и льготы.

## Права лиц, награждённых знаком отличия
Лица, награждённые знаком отличия «За заслуги перед Челябинской областью», имеют право:
- публично пользоваться знаком отличия «За заслуги перед Челябинской областью»;
- беспрепятственно проходить в здания и помещения, занимаемые органами государственной власти Челябинской области, после предъявления удостоверения к знаку отличия «За заслуги перед Челябинской областью»;
- участвовать в обсуждении вопросов, имеющих общественную значимость для Челябинской области.

Факт награждения знаком отличия «За заслуги перед Челябинской областью» является основанием для присвоения звания «Ветеран труда Челябинской области».

## Описание знака отличия
Знак отличия «За заслуги перед Челябинской областью» имеет форму правильного круга диаметром 27 миллиметров. На лицевой стороне знака отличия в центре располагается выпуклое изображение герба Челябинской области, вокруг изображения герба — надпись по окружности выпуклыми буквами «За заслуги перед Челябинской областью», соответствующая наименованию знака отличия.
Удостоверение к знаку отличия «За заслуги перед Челябинской областью» подписываются Губернатором Челябинской области.

## История награждений
- Постановление Губернатора Челябинской области от 6 сентября 2007 года № 276 «О награждении знаком отличия „За заслуги перед Челябинской областью“»
- О награждении знаком отличия «За заслуги перед Челябинской областью» в связи с 75-летием со дня образования Челябинской области, на основании Закона Челябинской области «О наградах Челябинской области»
- Высшими наградами Челябинской области были отмечены 10 южноуральцев / ИА «Губерния»
- О награждении знаком отличия «За заслуги перед Челябинской областью» главной медицинской сестры окружного онкологического диспансера Галины Алферьевой / «Медицинская газета»
- Марат Камалов отмечен знаком отличия «За заслуги перед Челябинской областью» (недоступная ссылка)
- Андрея Комарова наградили за заслуги перед Челябинской областью / Агентство новостей «Челябинск.ру»